# イエロー (ポケットモンスターSPECIAL)
イエローは、漫画『ポケットモンスターSPECIAL』に登場する架空の人物である。

## プロフィール
- 本名：イエロー・デ・トキワグローブ
- 性別：女
- 誕生日：3月3日
- 星座：魚座
- 年齢：9歳(第1章)・11歳(第2章)・12歳(第3章)・14歳(第5章・第6章)
- 血液型：A型
- 身長：148cm(第13章時点)
- 体重：39kg(第13章時点)
- 特技：ポケモンの気持ちを読み取る・ポケモンの傷を癒す
- 家族：伯父(釣り人のヒデノリ)
- 出身地：カントー地方・トキワシティ郊外
- 好きな事：スケッチブックに絵を描く・釣り
- 初登場：第36話 VSミニリュウ
- 登場章：第1章・第2章・第3章・第5章・第6章・(第7章)
- 登場巻：3-7・9・11-15・24-26・(27)・(28)・29・(37)・(38)
- 持ち物：ポケモン図鑑(初代)・麦藁帽子・スケッチブック・釣竿
- 代名詞：癒す者（ポケモンの回復）
- ニックネーム：麦わら君・麦わらギャル（前2つはゴールド命名）・麦わら帽子・ポニーテール
- 人気投票：2位（2005年）→4位（2011年）

## 人物
第2章のメイン主人公。ゲームに容姿の原型が無い完全オリジナルキャラクターである。(他には第6章に登場するエメラルドがいる)。金髪のポニーテールがチャームポイント。ポケモンの心や記憶を読み取ったり傷を癒す能力を持つ少女。他にも、釣竿に付けたモンスターボールを自在に動かしたり、自らの気持ちに同調させ手持ちポケモンを強化したりと多種多様。
性格はおっとりしていて優しく、年下のジョウト地方の図鑑所有者にも敬語を使うなど、言葉使いも丁重。ポケモンが傷つくことを嫌っており、捕獲が恐ろしく苦手で下手。また、進化したラッちゃん（ラッタ）の姿を見て、驚きのあまり泣き出すなど、独特の感受性の持ち主でもある。のんびり屋でマイペースな一面もあり、その言動で周りの者を煙に巻くこともしばしば。ただし、トキワの森を荒らす者に対しては強い怒りを示す。
上記の件以降、手持ちのラッタが進化して以後ポケモンの姿が変わることを嫌がり、預かっていたレッドの図鑑を使って進化キャンセルをし続けていた。しかし、四天王ワタルとの戦いでキャンセルすることを止めた。また、釣りやお絵描きが趣味のようで、竿さばきの腕はかなりのものだが絵の方はあまり上手くはない。どんな場所や状況でも眠ることができるが、これは能力の連続使用による疲労から来るものである。ただし、クリスタルのメガぴょん（ベイリーフ）のスパイシーな匂いをかいで眠るなど、元々かなりの寝ぼすけであるとも窺える。
9歳の時(第1章)、トキワの森でレッドに助けられて以降、強い憧れを抱いている。第2章では同時に好意が表れるようになり、レッドとカスミとの三角関係で微妙な空気になっていたりしている。そのレッドが失踪し、旅に出る際に、ブルーから「女だとなめられないように」と貰った麦わら帽子でポニーテールを隠し、以後第3章終盤でレッドにバレるまで、男と性別を偽っていた(第2章完結時点でレッド以外の図鑑所有者とマサキやカツラにはバレていた)。 第5章以降は飾りが無い麦わら帽子になっている。（第6章でチュチュが被っていた際には花飾りが付いていたがイエローが被った際に消えている）
その為、第1章での一人称は「私」だったが、第2章以降は「ボク」となっている。（レッドに性別を知られた後も一人称は「ボク」のまま）レッドに帽子の中身を見せてからの第5章・第6章では、帽子を脱ぐ状態が多くなり、まつ毛が伸びたりと女の子らしさが強く見られるようになる。ただし、色々な意味で体型が年齢に不相応であるせいか、年下の図鑑所有者の一部からは女性と認識される事はあっても、年下と見られがちである。(ゴールドとクリスタルは大きく驚き、シルバーも意外そうな眼で見ている)
図鑑所有者全員集合の公式イラストが描かれる時は彼女が中心に配置されることが多く、公式ホームページの第3章のトップ絵では当時準主人公でありながら、主人公の3人を差し置き中央に描かれていた。27巻限定版に付いていたアートボードや山本サトシ画集の表紙でも、真ん中の上に描かれており、図鑑所有者達の中で最も中心に近い。読者からの人気もあり、人気キャラ投票では2005年には2位を、2011年には4位を獲得した。

## 劇中での活躍
第1章(赤・緑・青編)
9歳の頃、トキワの森で迷い野生のポケモンに襲われそうになったところをレッドに助けられ、コラッタ(ラッちゃん)の捕獲を手伝ってもらう。レッドにポケモンとそのトレーナーについて教わった後は無事トキワシティに戻る。
その後、トキワジムでサカキとの激闘で気絶していたレッドを看病し、サカキが立ち去った無人のトキワジムのリーダーになって欲しいと頼みレッドは受け入れる。
第2章(イエロー編)
レッドの危機という事実をブルーから聞かされたことがきっかけで、レッド捜索の旅に出発する。その時に麦わら帽子を貰い、ブルーの助言で男と偽るようになる。マサラタウンでオーキド博士からピカとレッドのポケモン図鑑を託され出発する。旅の途中でマサキと共に四天王カンナに襲われ、カンナから逃げる時に本名が判明した。その途中で正義のジムリーダーズやグリーンと出会い、グリーンの元でポケモントレーナーとしての腕を鍛え上げる。
スオウ島ではカツラ・ミュウツーと共闘してワタルと死闘を演じた。最終決戦時で手持ちのポケモン達が進化するが、自分やポケモン達の成長を受け入れ、レッド・グリーン・ブルーの援護もあり、ワタルの野望を阻止することに成功した。その時に本来レベルアップでは進化しないゴローン→ゴローニャへの進化もさせた。
第3章(金・銀・クリスタル編)
叔父である釣り人のヒデノリと共にスオウ島の上空に現れた鳥ポケモン（ルギア）を調査するためジョウト地方を訪れる。焼けた塔で、時間のはざまに封じられていたエンテイ・ライコウ・スイクンの3匹を開放する。アサギシティでクリスタルと合流し、ヒデノリの船でうずまき列島に差し掛かった時にルギアに襲われ船が破壊され、叔父と共に行方不明となる。
その後、そだてや夫婦に助けられ、風船を膨らます内職を手伝わされていた時、ロケット団の残党に襲われたため叔父・そだてや夫婦・ピカとチュチュを逃がしてから自らもウバメの森へ向かう。なお、第3章の序盤時点ではレッドに自分の正体を明かさなかったが、帽子に付いている「にじいろのはね」と「ぎんいろのはね」を外す時にレッドに明かした。
第5章(ファイアレッド・リーフグリーン編)
シルバーと共にトキワシティでロケット団との争いに巻き込まれるもサキとオウカを退けた。後に戦闘艇でレッドと再会し、デオキシスの思いを伝える。
旧ポケモン図鑑のデータの移し替えの際、唯一破壊されなかった図鑑を渡されて正式な図鑑所有者となる。しかし、三獣士のサキの手によって石化させられてしまう。
第6章(エメラルド編)
石化した状態でハギ老人（このときはハギ名誉艦長）達によってホウエン地方のバトルフロンティア内に運ばれる。
エメラルドのジラーチの願いにより復活した後は、他の図鑑所有者の究極技（"ブラストバーン"・"ハイドロカノン"・"ハードプラント"）に続き、最後の頑張り所としてレッドのピカ・ゴールドのピチュ・そして自分のチュチュ達3匹に"ボルテッカー"を指示し、ガイルが出現させた強大な海の魔物を撃退。バトルフロンティアの危機を救った。

## 所有ポケモン
第13章現在のメンバー。ニックネームはポケモンの種族名から一部を引用し、ラッちゃん以外の♂のポケモンには「○○すけ」と付けている。手持ちのポケモンはトレーナーの指導で捕まえたり（ラッちゃん・ピーすけ）、人から貰ったり（ドドすけ・ゴロすけ・オムすけ）、手当てした（チュチュ）形で仲間になった。
普段の状態では、レベル42のオムすけが最高で、レベル20のピーすけが最低のようだが、イエローの「気」が高まる事によってポケモンも同調し、手持ちポケモンは表に出さない力を解放しレベルが上がっていく。しかし、イエローの気が元に戻ると手持ちのレベルも元に戻るようである。

### 手持ち
チュチュ
- ピカチュウ♀ Lv.31
- 特性：せいでんき 性格：おっとり 個性 かけっこがすき
- 技："そらをとぶ"・"ボルテッカー"
- 初登場：第111話 VSバンギラス

トキワの森で怪我をしたところをイエローに保護され、そのままイエローに懐いて手持ちに加わる。左耳に花飾りを付けていて、普段はボールに入れずに連れ歩いている。レッドのピカとは恋人同士で、第3章で育て屋夫婦のもとでタマゴが発見された（後にゴールドが孵した）。
育て屋老夫婦が内職で用意していた風船をとっさに身に付けた事で"そらをとぶ"を習得。以後も必要に応じて風船を使って飛行する。
第5章でイエロー達が石化した時、ピカと共にボールの外に出ていて石化を逃れる。
第6章ではイエロー達の後を追いピカと共にバトルフロンティアへ向かう。そこでピカ・ピチュと共に、それ以前に習得していたであろう「電気の究極技」"ボルテッカー"を放つ。
ラッちゃん
- コラッタ♂→ラッタ♂ Lv.25
- 特性：こんじょう 性格：がんばりや 個性：ねばりづよい
- 技："いかりのまえば"・"ひっさつまえば"
- 初登場：第36話 VSミニリュウ

レッドの指導の下、初めて手にした「お友達」。また、イエローが初めて「ポケモンの進化」を経験したポケモンで、この際にイエローは一日泣き続けている。
前歯を使った技が得意で、カンナの作り出した氷やビルの鉄筋コンクリートを砕き、船を切断するほどの威力がある。ヒゲは敏感なセンサーになっている。
ドドすけ
- ドードー♂→ドードリオ♂ Lv.33
- 特性：はやおき 性格：せっかち 個性：にげるのがはやい
- 技："ドリルくちばし"・"ふきとばし"・"つつく"
- 初登場：第42話 VSドードー

釣り人の叔父・ヒデノリ（第3章に登場）から貰った。ポケモン図鑑はイエローが主だと認識している。ワタル戦の最中に進化した。
移動要員。イエロー曰く乗り心地が最高らしい。
オムすけ
- オムナイト♂→オムスター♂ Lv.42
- 特性：すいすい 性格：すなお 個性：ちょっぴりみえっぱり
- 技："みずでっぽう"・"ハイドロポンプ"・"ふぶき"・"れいとうビーム"
- 初登場：第49話 VSゴース

カスミから譲り受ける。当初は言うことを聞かなかったが、グリーンとの特訓以降は聞くようになる。ワタル戦の最中に進化した。
第3章で、エンジュシティの焼けた塔が火事になった時、"ハイドロポンプ"で空中から消火した。
ゴロすけ
- ゴローン♂→ゴローニャ♂ Lv.39
- 特性：がんじょう 性格：きまぐれ 個性：ちょっとおこりっぽい
- 技："とっしん"・"まるくなる"・"メガトンパンチ"
- 初登場：第49話 VSゴース

タケシから譲り受ける。当初は言うことを聞かなかったが、グリーンとの特訓以降は聞くようになる。
ゴローンの時に、真っ二つに割れたサントアンヌ号を支えるほどのパワーを見せた。
第3章では控えメンバーだったが、第6章ではガイルに操られたレンタルポケモンと戦う活躍を見せた。
ピーすけ
- キャタピー♂→トランセル♂→バタフリー♂ Lv.20
- 特性：りんぷん→だっぴ→ふくがん 性格：ゆうかん 個性：おっちょこちょい
- 技："いとをはく"
- 初登場：第49話 VSゴース

タマムシシティで助けてくれたイエローを慕ってグリーンとの特訓場所まで追いかけて来た。しかし、捕獲の苦手なイエローは1人で1日かけても捕獲できず、グリーンの指導の下、さらに朝から夜までかかってようやく捕獲する。
キャタピー時代は糸がギプスや浮き輪にと非常に重宝したが、ワタル戦での2段進化後は飛行手段として活躍している。

### 一時手持ち
ピカ（レッド）
- ピカチュウ♂

ピチュ（ゴールド）
- ピチュー♂

### 離脱
シードラ
川でマサキを襲おうとしたが捕獲され、その後逃がされた。